# Joan Bennett
Joan Geraldine Bennett (n. 27 februarie 1910; d. 7 decembrie 1990) a fost o actriță americană de teatru, film și de televiziune. Pe lângă rolurile din teatru, Bennett a apărut peste 70 de filme din epoca filmelor mute, dar și în epoca sunetului. Ea este, probabil, cea mai cunoscută pentru rolurile sale de femeie fatală din film noir regizate de Fritz Lang, cum ar fi The Woman in the Window (1944) și Scarlet Street (1945).
Bennett a avut trei faze distincte în cariera sa lungă și de succes, prima ca ingenuă blondă cuceritoare, apoi ca femeie fatală senzuală (comparată adesea cu Hedy Lamarr) și în cele din urmă ca soție/figură maternă.
În 1951, cariera de pe ecran a lui Bennett a fost marcată de un scandal după ce cel de-al treilea soț, producătorul de film Walter Wanger, l-a împușcat și rănit pe agentul ei, Jennings Lang. Wanger a suspectat că Lang și Bennett aveau o aventură, o acuză pe care ea a negat-o categoric.

## Filme
| An   | Titlu                                          | Rol                               | Note         |
| ---- | ---------------------------------------------- | --------------------------------- | ------------ |
| 1916 | The Valley of Decision                         | Suflet nenăscut                   |              |
| 1923 | The Eternal City                               | Page                              | Nemenționată |
| 1928 | Power                                          | O damă                            |              |
| 1929 | The Divine Lady                                | extra                             | Nemenționată |
| 1929 | Bulldog Drummond                               | Phyllis Benton                    |              |
| 1929 | Three Live Ghosts                              | Rose Gordon                       |              |
| 1929 | Disraeli                                       | Lady Clarissa Pevensey            |              |
| 1929 | The Mississippi Gambler                        | Lucy Blackburn                    |              |
| 1930 | Puttin' on the Ritz                            | Delores Fenton                    |              |
| 1930 | Crazy That Way                                 | Ann Jordan                        |              |
| 1930 | Moby Dick                                      | Faith Mapple, his beloved         |              |
| 1930 | Maybe It's Love (a.k.a. Eleven Men and a Girl) | Nan Sheffield                     |              |
| 1930 | Scotland Yard                                  | Xandra, Lady Lasher               |              |
| 1931 | Many a Slip                                    | Pat Coster                        |              |
| 1931 | Doctors' Wives                                 | Nina Wyndram                      |              |
| 1931 | Hush Money                                     | Joan Gordon                       |              |
| 1932 | She Wanted a Millionaire                       | Jane Miller                       |              |
| 1932 | Careless Lady                                  | Sally Brown                       |              |
| 1932 | The Trial of Vivienne Ware                     | Vivienne Ware                     |              |
| 1932 | Week Ends Only                                 | Venetia Carr                      |              |
| 1932 | Wild Girl                                      | Salomy Jane                       |              |
| 1932 | Me and My Gal                                  | Helen Riley                       |              |
| 1933 | Arizona to Broadway                            | Lynn Martin                       |              |
| 1933 | Little Women                                   | Amy                               |              |
| 1934 | The Pursuit of Happiness                       | Prudence Kirkland                 |              |
| 1934 | The Man Who Reclaimed His Head                 | Adele Verin                       |              |
| 1935 | Private Worlds                                 | Sally MacGregor                   |              |
| 1935 | Mississippi                                    | Lucy Rumford                      |              |
| 1935 | Two for Tonight                                | Bobbie Lockwood                   |              |
| 1935 | She Couldn't Take It                           | Carol Van Dyke                    |              |
| 1935 | The Man Who Broke the Bank at Monte Carlo      | Helen Berkeley                    |              |
| 1936 | Big Brown Eyes                                 | Eve Fallon                        |              |
| 1936 | Thirteen Hours by Air                          | Felice Rollins                    |              |
| 1936 | Two in a Crowd                                 | Julia Wayne                       |              |
| 1936 | Wedding Present                                | Monica "Rusty" Fleming            |              |
| 1937 | Vogues of 1938                                 | Wendy Van Klettering              |              |
| 1938 | I Met My Love Again                            | Julie                             |              |
| 1938 | The Texans                                     | Ivy Preston                       |              |
| 1938 | Artists and Models Abroads                     | Patricia Harper                   |              |
| 1938 | Trade Winds                                    | Kay Kerrigan                      |              |
| 1939 | The Man in the Iron Mask                       | Princess Maria Theresa            |              |
| 1939 | The Housekeeper's Daughter                     | Hilda                             |              |
| 1940 | Green Hell                                     | Stephanie Richardson              |              |
| 1940 | The House Across the Bay                       | Brenda Bentley                    |              |
| 1940 | The Man I Married                              | Carol Hoffman                     |              |
| 1940 | The Son of Monte Cristo                        | Grand Duchess Zona of Lichtenburg |              |
| 1941 | She Knew All the Answers                       | Gloria Winters                    |              |
| 1941 | Man Hunt                                       | Jerry Stokes                      |              |
| 1941 | Wild Geese Calling                             | Sally Murdock                     |              |
| 1941 | Confirm or Deny                                | Jennifer Carson                   |              |
| 1942 | The Wife Takes a Flyer                         | Anita Woverman                    |              |
| 1942 | Twin Beds                                      | Julie Abbott                      |              |
| 1942 | Girl Trouble                                   | June Delaney                      |              |
| 1943 | Margin for Error                               | Sophia Baumer                     |              |
| 1944 | The Woman in the Window                        | Alice Reed                        |              |
| 1945 | Nob Hill                                       | Harriet Carruthers                |              |
| 1945 | Scarlet Street                                 | Katharine "Kitty" March           |              |
| 1946 | Colonel Effingham's Raid                       | Ella Sue Dozier                   |              |
| 1947 | The Macomber Affair                            | Margaret Macomber                 |              |
| 1947 | The Woman on the Beach                         | Peggy                             |              |
| 1948 | Secret Beyond the Door...                      | Celia Lamphere                    |              |
| 1948 | Hollow Triumph                                 | Evelyn Hahn                       |              |
| 1949 | The Reckless Moment                            | Lucia Harper                      |              |
| 1950 | Father of the Bride                            | Ellie Banks                       |              |
| 1950 | For Heaven's Sake                              | Lydia Bolton                      |              |
| 1951 | Father's Little Dividend                       | Ellie Banks                       |              |
| 1951 | The Guy Who Came Back                          | Kathy Joplin                      |              |
| 1954 | Highway Dragnet                                | Mrs. Cummings                     |              |
| 1955 | We're No Angels                                | Amelie Ducotel                    |              |
| 1956 | There's Always Tomorrow                        | Marion Groves                     |              |
| 1956 | Navy Wife                                      | Peg Blain                         |              |
| 1960 | Desire in the Dust                             | Mrs. Marquand                     |              |
| 1970 | House of Dark Shadows                          | Elizabeth Collins Stoddard        |              |
| 1977 | Suspiria                                       | Madame Blanc                      |              |

| 1. Nash Airflyte Theatre (1951) episodul: Peggy 2. Your Show of Shows (1951) 1 episod 3. Danger (1951) episodul: A Clear Case of Suicide 4. Somerset Maugham TV Theatre (1951) episodul: Smith Serves 5. Somerset Maugham TV Theatre (1951) episodul: The Dream 6. General Electric Theater (1954) episodul: You Are Young Only Once ... Bettina Blane 7. The Best of Broadway (1954) episodul: The Man Who Came to Dinner ... Lorraine Sheldon 8. Climax! (1955) episodul: The Dark Fleece ... Honora 9. The Ford Television Theatre (1955) episodul: Letters Marked Personal ... Marcia Manners 10. The Ford Television Theatre (1956) episodul: Dear Diane ... Marion 11. Playhouse 90 (1957) episodul: The Thundering Wave ... Vickie Maxwell 12. The DuPont Show of the Month (1957) episodul: Junior Miss ... Grace Graves 13. Pursuit (1958) episodul: Epitaph for a Golden Girl 14. Too Young to Go Steady (1959) (serial propriu) ... Mary Blake 15. Mr. Broadway (1964) episodul: Don't Mention My Name in Sheboygan ... Mrs. Kelsey 16. Burke's Law (1965) episodul: Who Killed Mr. Colby in Ladies' Lingerie? ... Denise Mitchell 17. Dark Shadows (1966–1971) (rol principal, 386 de episoade) ... Elizabeth Collins Stoddard / Naomi Collins / Judith Collins / Flora Collins 18. The Governor & J.J. (1970) episodul: Check the Check ... Joan Darlene Delaney 19. Love, American Style (1971) episodul-segment: Love and the Second Time ... Edith 20. Dr. Simon Locke (1972) episodul: The Cortessa Rose ... Cortessa 1. Gidget Gets Married (1972) ... Claire Ramsey 2. The Eyes of Charles Sand (1972) ... Aunt Alexandra 3. Suddenly, Love (1978) ... Mrs. Graham 4. This House Possessed (1981) ... Rag Lady 5. Divorce Wars: A Love Story (1982) ... Adele Burgess | - Screen Actors (1950) (nem.) - The Colgate Comedy Hour (1951) 1 episod - What's My Line? (1951) 1 episod - The Ken Murray Show (1951) 1 episod - Ford Festival (1951) - Climax! (1956) episodul: The Louella Parsons Story - To Tell the Truth (1958) 1 episod - The Mike Douglas Show (1964, 1967, 1970, 1970, 1977) 5 episoade - The Merv Griffin Show (1967) 1 episod - Personality (1968) 1 episod - The Hollywood Squares (1970) 1 episod - The Virginia Graham Show (1970) 1 episod - The Hollywood Greats (1977) 2 episoade: Humphrey Bogart; Spencer Tracy - The Guiding Light (1982) 1 episod - The Spencer Tracy Legacy: A Tribute by Katharine Hepburn (1986) - Screen Snapshots (1932) - Hollywood on Parade No. A-12 (1933) - The Fashion Side of Hollywood (1935) - Hollywood Party (1937) - Screen Snapshots Series 19, No. 9: Sports in Hollywood (1940) - Hedda Hopper's Hollywood, No. 6 (1942) - Screen Actors (1950) (nem.) - Cele patru fiice ale doctorului March (1933) - Femeia din vitrină (1944) - Tatăl miresei (1950) - Micul dividend al tatei (1951) - Nu suntem îngeri (1955) |